# Шилдс (Мічиган)
Шилдс (англ. Shields) — переписна місцевість (CDP) в США, в окрузі Сегіно штату Мічиган. Населення — 7035 осіб (2020).

## Географія
Шилдс розташований за координатами 43°25′2″ пн. ш. 84°4′23″ зх. д. / 43.41722° пн. ш. 84.07306° зх. д. (43.417328, -84.073004).  За даними Бюро перепису населення США в 2010 році переписна місцевість мала площу 17,06 км², з яких 16,65 км² — суходіл та 0,41 км² — водойми.

## Демографія
Згідно з переписом 2010 року, у переписній місцевості мешкало 6587 осіб у 2766 домогосподарствах у складі 1850 родин. Густота населення становила 386 осіб/км².  Було 2908 помешкань (170/км²).
Расовий склад населення:
| - 95,9 % — білих - 1,1 % — чорних або афроамериканців - 0,8 % — азіатів - 0,2 % — корінних американців |

До двох чи більше рас належало 1,2 %. Частка іспаномовних становила 4,3 % від усіх жителів.
За віковим діапазоном населення розподілялося таким чином: 20,2 % — особи молодші 18 років, 57,7 % — особи у віці 18—64 років, 22,1 % — особи у віці 65 років та старші. Медіана віку мешканця становила 46,6 року. На 100 осіб жіночої статі у переписній місцевості припадало 90,7 чоловіків;  на 100 жінок у віці від 18 років та старших — 85,6 чоловіків також старших 18 років.
Середній дохід на одне домашнє господарство  становив 62 634 долари США (медіана — 48 966), а середній дохід на одну сім'ю — 74 617 доларів (медіана — 64 911). Медіана доходів становила 46 250 доларів для чоловіків та 42 772 долари для жінок. За межею бідності перебувало 8,3 % осіб, у тому числі 9,7 % дітей у віці до 18 років та 12,3 % осіб у віці 65 років та старших.
Цивільне працевлаштоване населення становило 2619 осіб. Основні галузі зайнятості: освіта, охорона здоров'я та соціальна допомога — 29,5 %, науковці, спеціалісти, менеджери — 13,6 %, роздрібна торгівля — 10,3 %, виробництво — 10,0 %.